# Víctor Santibañez
Víctor Santibañez Noé (24 de noviembre de 1978, Torreón, Coahuila) es un exfutbolista mexicano que jugaba como defensa central.
Militó con Monterrey Flash en la Temporada 2013-2014, dentro de la Major Arena Soccer League (MASL).

## Trayectoria
Elemento formado en las fuerzas básicas del Club América.
Luego de participar en la Copa Mundial de Fútbol Sub-17 de 1997 en Egipto, el director técnico de las Águilas, Jorge Solari, incorporó a Fernando Arce (también mundialista) y a Víctor Santibañez al primer equipo.
Debutó en la Primera División de México el 19 de abril de 1998, enfrentando a Cruz Azul en el Estadio Azul, en el juego de vuelta por los cuartos de final del Verano 1998; el partido finalizó 1-1 y el marcador global favoreció al América 3-2. Carlos Reinoso era el entrenador de las Águilas.
Jugó con los Rayados de Monterrey en el Verano 1999 y con Halcones de Querétaro en el Invierno 1999, pero en la Primera División 'A', en ese momento los Halcones eran filial del América en la División de Plata.
Del Verano 2000 al Verano 2001 militó en el Club América.
En el Invierno 2001 retornó a Nuevo León para jugar de nueva cuenta con los Rayados; fue cedido a los Tiburones Rojos de Veracruz de cara al Clausura 2003.  
Para la Temporada 2005-2006 se unió a las Águilas Riviera Maya, entonces filial del América en la Primera División 'A' (debido a los daños causados por el Huracán Wilma, la directiva del América determinó cambiar de sede al equipo en el Clausura 2006).
Entre el 2006 y 2007, jugó para Tampico Madero (Apertura 2006) y Alacranes de Durango (Apertura 2007). 

### Clubes
| Club                       | País   | Año           |
| -------------------------- | ------ | ------------- |
| Club América               | México | 1997-1998     |
| Monterrey                  | México | Verano 1999   |
| Halcones de Querétaro      | México | Invierno 1999 |
| Club América               | México | 2000-2001     |
| Monterrey                  | México | 2001-2002     |
| Veracruz                   | México | 2003-2005     |
| Águilas de la Riviera Maya | México | Apertura 2005 |
| Zacatepec FC               | México | Clausura 2006 |
| Tampico Madero             | México | Apertura 2006 |
| Alacranes de Durango       | México | Apertura 2007 |

## Estadísticas

### Clubes
| C. América · México |               |               |     |   |   |    |    |    |     |   |
| 1ª | 1998          | 1             | 0   | 0 | 0 | 4  | 0  | 5  | 0   |   |
| 1ª | 1998          | 1             | 0   | 1 | 0 | -  | -  | 2  | 0   |   |
| 1ª | 2000          | 4             | 0   | - | - | 8  | 0  | 12 | 0   |   |
| 1ª | 2000-01       | 32            | 2   | 4 | 0 | -  | -  | 36 | 2   |   |
| Total club | Total club    | 38            | 2   | 5 | 0 | 12 | 0  | 55 | 2   |   |
| C.F. Monterrey · México |               |               |     |   |   |    |    |    |     |   |
| 1ª | 1999          | 12            | 1   | - | - | 4  | 0  | 16 | 1   |   |
| 1ª | 2001-02       | 21            | 1   | - | - | -  | -  | 21 | 1   |   |
| 1ª | 2002          | 6             | 0   | - | - | -  | -  | 6  | 0   |   |
| Total club | Total club    | 39            | 2   | - | - | 4  | 0  | 43 | 2   |   |
| Halcones de Querétaro · México |               |               |     |   |   |    |    |    |     |   |
| 2ª | 1999          | 15            | 2   | - | - | -  | -  | 15 | 2   |   |
| Total club | Total club    | 15            | 2   | - | - | -  | -  | 15 | 2   |   |
| C.D. Veracruz · México |               |               |     |   |   |    |    |    |     |   |
| 1ª | 2003          | 13            | 0   | - | - | -  | -  | 13 | 0   |   |
| 1ª | 2003-04       | 20            | 0   | - | - | -  | -  | 20 | 0   |   |
| 1ª | 2004-05       | 7             | 0   | - | - | -  | -  | 7  | 0   |   |
| Total club | Total club    | 40            | 0   | - | - | -  | -  | 40 | 0   |   |
| Riviera Maya · México |               |               |     |   |   |    |    |    |     |   |
| 2ª | 2005-06       | 30            | 1   | - | - | -  | -  | 30 | 1   |   |
| Total club | Total club    | 30            | 1   | - | - | -  | -  | 30 | 1   |   |
| Tampico Madero F.C. · México |               |               |     |   |   |    |    |    |     |   |
| 2ª | 2006-07       | 9             | 1   | - | - | -  | -  | 9  | 1   |   |
| Total club | Total club    | 9             | 1   | - | - | -  | -  | 9  | 1   |   |
| Alacranes de Durango · México |               |               |     |   |   |    |    |    |     |   |
| 2ª | 2007          | 7             | 0   | - | - | -  | -  | 7  | 0   |   |
| Total club | Total club    | 7             | 0   | - | - | -  | -  | 7  | 0   |   |
| Total carrera | Total carrera | Total carrera | 178 | 6 | 5 | 0  | 16 | 0  | 199 | 8 |
| (1)Incluye datos de la Pre Pre Libertadores (1998 y 2000). (2)Incluye datos de la Pre Libertadores (1998, 1999 y 2000) y Copa Libertadores (1998, 1999 y 2000). |               |               |     |   |   |    |    |    |     |   |

## Selección nacional

### Sub-17
Fue convocado por Jesús del Muro para acudir a la Copa Mundial de Fútbol Sub-17 de 1997 en Egipto.
| Torneo                                | Sede   | Resultado      |
| ------------------------------------- | ------ | -------------- |
| Copa Mundial de Fútbol Sub-17 de 1997 | Egipto | Fase de grupos |

### Sub-23
Fue citado por José Luis Real para disputar los Juegos Panamericanos de 1999 en Winnipeg, Canadá. 
El conjunto Tricolor conquistó la medalla de oro al vencer en la final por 3-1 a Honduras. 
| Torneo               | Sede     | Resultado |
| -------------------- | -------- | --------- |
| Juegos Panamericanos | Winnipeg | 1ro.      |

## Palmarés

### Campeonato internacional
| Título               | Club                      | Sede   | Año  |
| -------------------- | ------------------------- | ------ | ---- |
| Juegos Panamericanos | Selección Mexicana Sub-23 | Canadá | 1999 |